# Spirostreptus sulcanus
Spirostreptus sulcanus är en mångfotingart som beskrevs av Karsch 1881. Spirostreptus sulcanus ingår i släktet Spirostreptus och familjen Spirostreptidae. Inga underarter finns listade i Catalogue of Life.